# Capparis srilankensis
Capparis srilankensis är en kaprisväxtart som beskrevs av R. Sundara Raghavan. Capparis srilankensis ingår i släktet Capparis och familjen kaprisväxter. Inga underarter finns listade i Catalogue of Life.